# 宇都宮景綱
宇都宮 景綱（うつのみや かげつな）は鎌倉時代中期の鎌倉幕府の御家人。宇都宮氏第7代当主。父は宇都宮泰綱。母は北条朝時の娘。

## 生涯
建長4年（1252年）4月、宗尊親王の近習として仕える。正嘉元年（1257年）には御格子番、弘長3年 （1263年）には御鞠奉行に任じられるなど、宗尊親王から重用された。その後も下野守に叙任され、引付衆や評定衆に任じられるなどして、幕政の中でも重きを成した。弘安6年（1283年）には御成敗式目に基づき宇都宮家式条（宇都宮家弘安式条）を制定した。
弘安8年（1285年）11月、内管領平頼綱によって安達泰盛が滅ぼされた霜月騒動では、景綱は安達氏の縁戚（泰盛と義兄弟の関係）であったことから失脚するが、永仁元年（1293年）に平禅門の乱で頼綱が滅ぼされると幕政に復帰した。永仁6年（1298年）5月1日、64歳で死去。

## 人物
- 歌人としても優れた才能を持っていたといわれている。
- 安達義景の娘を正室に迎えたが、諱（実名）の「景」の字はその義景から一字拝領したものと考えられている[1][注釈 1]。